# ホワイトノイズ

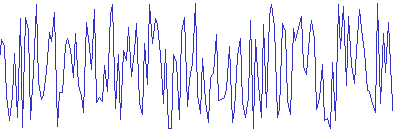
ホワイトノイズの例

ホワイトノイズ（英: white noise）は平均 {\displaystyle 0}・分散 {\displaystyle \sigma ^{2}} で互いに無相関な確率変数列からなる確率過程である。広義にはそのような確率過程の標本である。音響学では白色雑音（）とも。

## 概要
ホワイトノイズは平均 {\displaystyle 0}・分散 {\displaystyle \sigma ^{2}} で互いに無相関な確率変数列からなる確率過程である（⇒ #定義）。広義にはその標本つまり実現値もホワイトノイズと呼ぶ（⇒ #標本としてのホワイトノイズ）。
可視光線の色と周波数スペクトルの関係になぞらえて「ホワイト」ノイズと呼ばれ（⇒ #名称）、平坦な周波数スペクトルを特徴とする（⇒ #特徴）。
特別なホワイトノイズとしてホワイトガウスノイズがある（⇒ #ホワイトガウスノイズ）。

## 定義
以下では実数のホワイトノイズを定義する（複素数に対しても定義可能）。

### 連続での定義
以下の2つの条件を満たす連続時間確率過程 {\displaystyle w(t)} はホワイトノイズと定義される：
- {\displaystyle \mu =E[w(t)]=0}
- {\displaystyle R(t_{1},t_{2})=E[w(t_{1})w(t_{2})]=\sigma ^{2}\delta (t_{1}-t_{2})}

ただし、σ2 は w の分散で、δ はディラックのデルタ関数である。1つ目の式は平均ゼロを表している。そして2つ目の式は自己相関は σ2 であり相互相関はゼロであることを表している。

### 離散での定義
以下の2つの条件を満たす離散時間確率過程 {\displaystyle {\boldsymbol {w}}} はホワイトノイズと定義される：
- {\displaystyle \mu =E[{\boldsymbol {w}}]=0}
- {\displaystyle {\boldsymbol {R}}=E[{\boldsymbol {w}}{\boldsymbol {w}}^{T}]=\sigma ^{2}{\boldsymbol {I}}}

ただしTは転置を、Iは単位行列である。1つ目の式は平均ゼロを表している。2つ目の式は相互相関行列が、対角成分がσ²でそれ以外はゼロということを表している。

## 名称
ホワイトノイズの「ホワイト」とは、可視領域の広い範囲の周波数成分をまんべんなく含んだ光が白色であることから来ている形容である。カラードノイズと対比される。

## 特徴

### 平坦なスペクトル

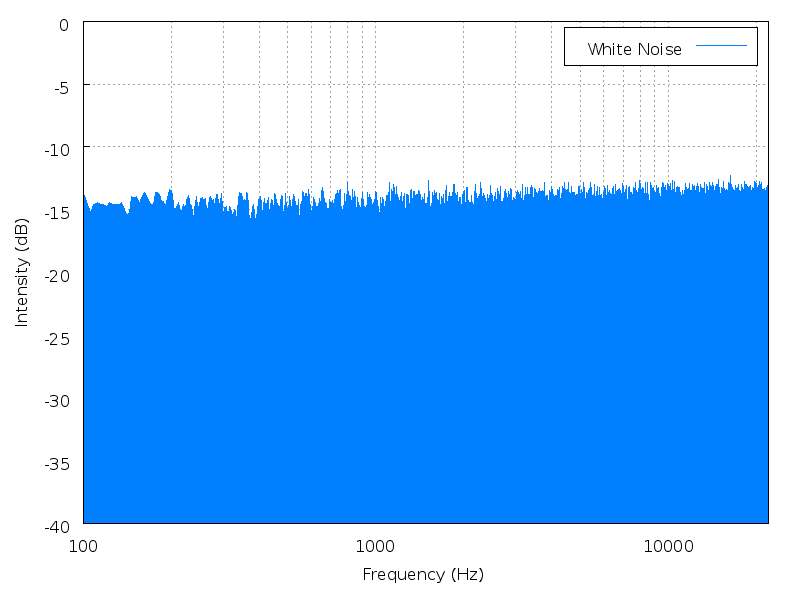
ホワイトノイズ標本のパワースペクトル

ホワイトノイズは全ての周波数で同一の強度をもつ。
これはWiener-Khintchineの定理から、自己相関関数がデルタ関数となることと同じである。統計学の言葉で言うと、定常独立であることを意味していて、簡単にいえば非常に不規則なノイズということである。
自己相関をフーリエ変換するとホワイトノイズのパワースペクトルが得られる：
- {\displaystyle |W(\omega )|^{2}=\sigma ^{2}}

パワースペクトルの値はωに依存しないので、全ての周波数で一定の値になっている。

## 標本としてのホワイトノイズ
広義には、平均 {\displaystyle 0}・分散 {\displaystyle \sigma ^{2}} で互いに無相関な確率変数列の標本をホワイトノイズと呼ぶ。
（狭義の）ホワイトノイズは確率過程である。広義には、この確率過程の標本（実現値）もホワイトノイズと呼ぶ（以下、ホワイトノイズ標本）。ホワイトノイズ標本は値の平均が0に近い傾向がある（ランダムサンプルなので一般には0にはならない）。また周波数スペクトルが平坦な傾向を持つ（ランダムサンプルなので一般には完全フラットにならない）。

### 生成
典型的には、平均が 0 で分散が有限値な任意の独立同分布をもってホワイトノイズとする。つまり正規分布や一様分布を1つ選んでそこから独立にサンプルを取り出して列をなすことでホワイトノイズ標本が生成される。
実際上は正規乱数をホワイトノイズとして利用する。なおこのときガウス性も満たすので、ホワイトガウスノイズとなる。

### 聞こえ方
音としてのホワイトノイズ（白色雑音）標本は「シャー」と聞こえる。

## ホワイトガウスノイズ
ホワイトノイズならばガウスノイズ（正規分布のノイズ）であるとしばしば誤解されるが、白色という概念とガウス性という概念は異なるものである。しかし、系のモデルで白色とガウス性の2つを同時に仮定することは多い。ホワイトガウスノイズ（白色ガウス雑音）は実世界のノイズとしてよい近似であるからである（中心極限定理）。これらのモデルは加法性ホワイトガウスノイズ (AWGN、additive white Gaussian noise) と呼ばれる。